# Vitis rupestris
Vitis rupestris is een plantensoort uit de wijnstokfamilie (Vitaceae). De plant is inheems in het zuiden en westen van de Verenigde Staten. Het is een zelfdragende en zonminnende struik.
De soort is geclassificeerd als bedreigd of ernstig in aantal afgenomen in Indiana, Kentucky, Pennsylvania en Tennessee.
... · 
V. aestivalis · 
V. amurensis (Amoerdruif) · 
V. berlandieri · 
V. labrusca · 
V. rupestris · 
V. vinifera (Wijnstok) · 
...